# 黎斌
黎斌（1917年9月8日—1998年2月11日），原名黎灿辉，肇庆市鼎湖区永安镇双布村人。中国人民解放军开国大校。

## 生平
1948年8月任西北野战军第二纵队三五九旅政治部宣传科长。1949年随部队挺进大西北，任步兵第五师政治部副主任，南疆军区政治部副主任、政治部主任。1957年2月率南疆军区边防部队代表团出访苏联吉尔吉斯苏维埃社会主义共和国 。后升任南疆军区副政委兼政治部主任。中印边境战争中，任西线指挥部副政委兼政治部主任（司令员兼政委何家产）。1978年6月任新疆军区步兵学校（乌鲁木齐军区步兵学校、乌鲁木齐陆军学校）政委（正军职）。1983年9月回广州在沙河干休所离职休养。
1955年被授予上校军衔，1964年晋升为大校军衔。

## 家人
- 夫人潘霞云：1922年生。1949年入中南军政大学长沙分校。1950年援疆在南疆军区政治部工作。
- 长女
- 长子黎勇
- 次子黎江
- 三子黎虎